# Île Mokoia

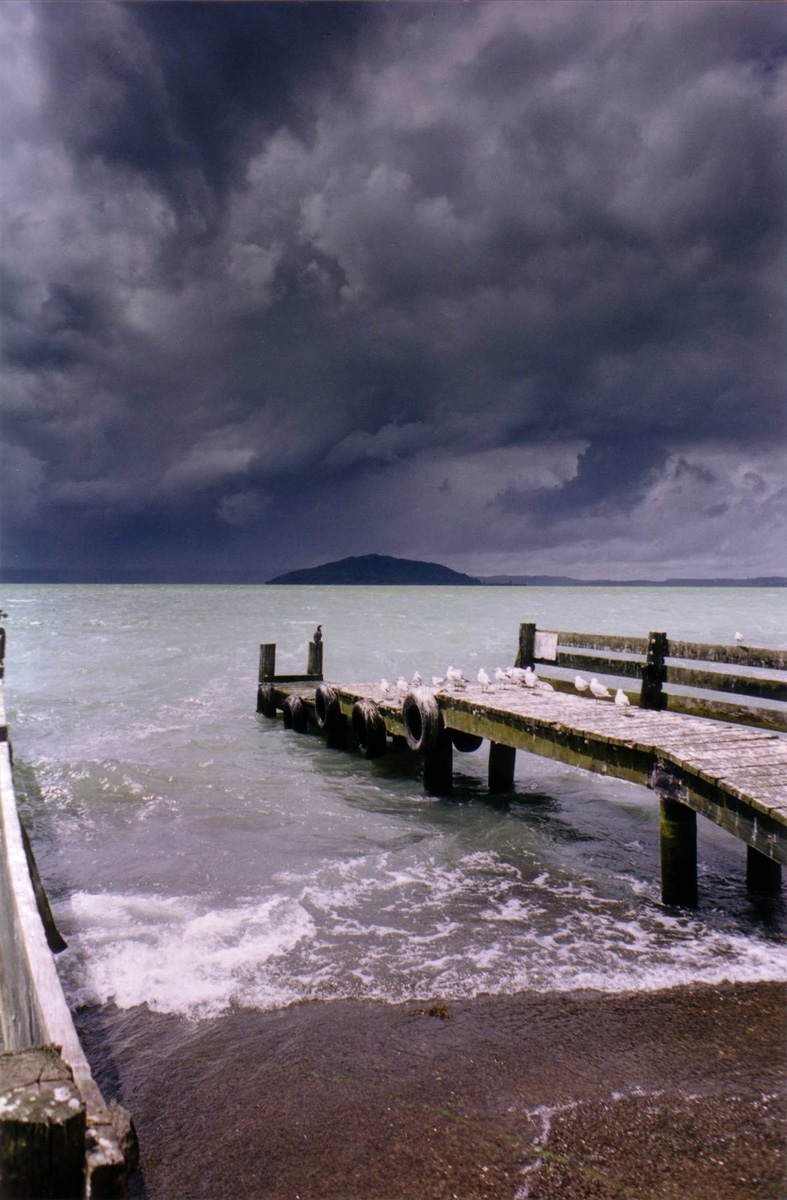
L'île vue depuis la rive sud du lac, un jour pluvieux

L'île Mokoia est située dans le lac Rotorua, lui-même dans la région de Bay of Plenty, sur l'île du Nord de la Nouvelle-Zélande. Sa superficie est de 1,35 km2. L'île est un dôme de rhyolite dont le point culminant est à 180 m au-dessus du niveau des eaux du lac.
Les rives de l'île abritent des sources chaudes, dont Hinemoa, appelée Waikimihia par les habitants des environs. L'île abrite également une population de tieke.
Elle est sacrée pour les Maori de l'iwi Te Arawa. Elle est le lieu de l'une des plus célèbres légendes maories, celle de Hinemoa et Tutanekai.
Selon la légende, on interdit aux deux amants de se marier. Le père de Hinemoa, Umakaria, chef des rives du lac, ordonne qu'il lui soit interdit d'aller en canoë au village de Tutanekai, situé sur l'île. Hinemoa décide alors de nager les 3,2 km les séparant, guidée par le son de la flûte de son amant. Elle s'attache des gourdes autour du corps pour aider à flotter.

## Personnalités liées
- Averil Lysaght